# 費爾維尤 (馬里蘭州華盛頓縣)
費爾維尤（英語：Fairview）是位於美國馬里蘭州華盛頓縣的一個普查規定居民點。

## 人口
根據2020年美國人口普查的數據，費爾維尤的面積為1.54平方千米，當中陸地面積為1.54平方千米，而水域面積為0.00平方千米。當地共有人口76人，而人口密度為每平方千米49.35人。